# Hampden Park
Als Hampden Park wurden oder werden drei vom FC Queen’s Park genutzte Fußballstadien in der schottischen Stadt Glasgow bezeichnet.

## Geschichte
Der am 25. Oktober 1873 eröffnete „erste“ Hampden Park, gilt als das älteste Fußballstadion der Welt. Nach einer Zwischenstation, dem zwischen 1884 und 1903 genutzten „zweiten“ Hampden Park wechselten der FC Queen’s Park samt der Ortsbezeichnung Hampden Park am 31. Oktober 1903 an den derzeitigen Standort. Die in den 1990er Jahren umgebaute Arena bietet aktuell nur noch 51.866 Sitzplätze. Sie galt lange Zeit als das größte Fußballstadion der Welt, bis 1950 das Maracanã im brasilianischen Rio de Janeiro eröffnet wurde. Beide Stadien konnten früher sechsstellige Zuschauerzahlen aufweisen, was aber durch Umbaumaßnahmen und aus Sicherheitsgründen längst nicht mehr möglich ist. So sahen am 17. April 1937 hier 149.547 Besucher das Länderspiel Schottland gegen England, ein bis heute in Großbritannien geltender Zuschauerrekord, der erst nach dem Zweiten Weltkrieg in Südamerika übertroffen wurde.
Im Hampden Park finden hauptsächlich die Heimspiele der schottischen Fußballnationalmannschaft und des FC Queen’s Park statt. Die Scottish Claymores aus der NFL Europe trugen ihre Heimspiele von 1998 bis 2004 in Glasgow aus. Celtic Glasgow wich während der Renovierung des Celtic Park Mitte der 1990er Jahre in den Hampden Park aus. Die Glasgow Tigers aus dem Speedway waren von 1969 bis 1972 im Hampden Park beheimatet.
Im Juni 2023 wurden Pläne vom Architektenbüro Holmes Miller zum Umbau des schottischen Nationalstadions veröffentlicht. 2018 kaufte die Scottish Football Association (SFA) das Stadion vom FC Queen’s Park und plante die Renovierung. 2020 beauftragte die SFA Holmes Miller mit dem Entwurf. Die gemeinsame Bewerbung des Vereinigten Königreichs und der Republik Irland für die Fußball-Weltmeisterschaft 2030 wurde aufgrund der COVID-19-Pandemie verworfen und das Projekt auf Eis gelegt. Im Hinblick auf die erneute gemeinsame Bewerbung des Vereinigten Königreichs und der Republik Irland für die Fußball-Europameisterschaft 2028 könnten die Pläne umgesetzt werden. Der neue Hampden Park ist von der Allianz Arena in München inspiriert und würde 65.000 Zuschauerplätze bieten. Die im alten Stadion weit vom Spielgeschehen entfernten Ränge, speziell in den Kurven, sollen dicht an das Spielfeld rücken. Er soll ein schließbares Dach und eine in verschiedenen Farben beleuchtbare Fassade erhalten.

## Besondere Spiele

### Europäische Finalspiele
Kurioserweise nahmen im Hampden Park zwei Frankfurter Teams, Eintracht Frankfurt und Frankfurt Galaxy, jeweils an Endspielen um europäische Titel teil. Die Fußballer verloren 1960 vor über 127.000 Zuschauern zwar den Europapokal der Landesmeister gegen Real Madrid mit 3:7, die Footballer jedoch gewannen 2003 den World Bowl XI gegen Rhein Fire.
1966 gewann Borussia Dortmund hier als erste deutsche Mannschaft einen europäischen Titel: den Europapokal der Pokalsieger. Das Finale wurde mit 2:1 nach Verlängerung gegen den FC Liverpool gewonnen.
1976 gewann der FC Bayern München gegen AS Saint-Étienne durch ein Tor von Franz „Bulle“ Roth in der 57. Spielminute seinen dritten Europapokal der Landesmeister vor 54.684 Zuschauern.
2002 verlor hier Bayer 04 Leverkusen vor 52.000 Zuschauern das Endspiel der UEFA Champions League gegen Real Madrid mit 1:2. Damit festigte sich der zweifelhafte Titel des ewigen Zweiten, da der Werksclub zuvor schon das Finale im DFB-Pokal verlor und auch den Meistertitel zu Saisonschluss verspielte.
2007 fand das Endspiel im UEFA-Pokal zwischen dem FC Sevilla und Espanyol Barcelona statt. Der FC Sevilla gewann das Spiel mit 3:1 im Elfmeterschießen. Nach Verlängerung hatte es 2:2 gestanden.

### Olympisches Fußballturnier 2012
Während der Olympischen Sommerspiele 2012 fanden hier Partien des olympischen Fußballturniers der Männer und der Frauen statt.

### Spiele bei der Fußball-Europameisterschaft 2021
Für die Fußball-Europameisterschaft 2021 wurde das Stadion als einer von 12 Spielorten in ganz Europa bestimmt. Bei dem Turnier wurden drei Gruppenspiele und ein Achtelfinale im Hampden Park ausgetragen.
|                                                                 |   |            |                      |
| Mo., 14. Juni 2021 um 14:00 Uhr (15:00 Uhr MESZ) – Gruppe D     |   |            |                      |
| Schottland                                                      | – | Tschechien | 0:2 (0:1)            |
| Fr., 18. Juni 2021 um 17:00 Uhr (18:00 Uhr MESZ) – Gruppe D     |   |            |                      |
| Kroatien                                                        | – | Tschechien | 1:1 (0:1)            |
| Di., 22. Juni 2021 um 20:00 Uhr (21:00 Uhr MESZ) – Gruppe D     |   |            |                      |
| Kroatien                                                        | – | Schottland | 3:1 (1:1)            |
| Di., 29. Juni 2021 um 20:00 Uhr (21:00 Uhr MESZ) – Achtelfinale |   |            |                      |
| Schweden                                                        | – | Ukraine    | 1:2 n. V. (1:1, 1:1) |